# Gjergj Volaj
Gjergj Volaj (ur. 21 września 1904 we wsi Shirokë k. Szkodry, zm. 3 lutego 1948 w Szkodrze) – albański biskup katolicki, ordynariusz diecezji Sapa w latach 1940-1947.

## Życiorys
Był najstarszym synem rybaka Lazëra Volaja. Uczył się w Kolegium św. Franciszka Ksawerego w Szkodrze, a następnie wyjechał na studia teologiczne do Padwy. 26 lipca 1930 otrzymał święcenia kapłańskie z rąk abp Lazëra Mjedy. Po święceniach pracował początkowo w parafii Mali i Jushit, a od 1936 w Shkrelu.
8 września 1940 otrzymał sakrę biskupią i objął funkcję ordynariusza diecezji Sapa. W tym czasie miał 36 lat i był wówczas najmłodszym katolickim biskupem na świecie. Do 1944 jego rezydencja mieściła się w rejonie Zadrimë. W 1944 została zniszczona i splądrowana przez partyzantów komunistycznych, a Volaj przeniósł się do wsi Nenshat.
26 maja 1946 przewodniczył ceremonii pogrzebowej abp Gaspera Thaçiego. Mimo przeszkód ze strony władz komunistycznych procesja pogrzebowa przeszła przez centrum Szkodry, a biskup Volaj wygłosił homilię, w której zaapelował do wiernych o zachowanie wiary katolickiej, a do rządu o zaprzestanie prześladowań. W styczniu 1947 został aresztowany przez funkcjonariuszy Sigurimi i oskarżony o uprawianie wrogiej propagandy antykomunistycznej. W czasie procesu obciążały go zeznania innych duchownych Rroka Gurashiego i Ndoca Sahaticiji. Skazany przez Sąd Wojskowy na karę śmierci, prośba o ułaskawienie została odrzucona przez Prezydium Zgromadzenia Ludowego. Stracony przez rozstrzelanie w Szkodrze, jego ciało wrzucono do kanału ściekowego. Volaj był ostatnim ordynariuszem diecezji Sapa w okresie komunizmu, a zwierzchnictwo nad diecezją do 1967 sprawował ordynariusz archidiecezji szkoderskiej.

## Zob. także
- Biskupi Sapy